# Катлервил (Мичиген)
Катлервил (енгл. Cutlerville) насељено је место без административног статуса у америчкој савезној држави Мичиген.

## Демографија
По попису из 2010. године број становника је 14.370, што је 744 (-4,9%) становника мање него 2000. године.
| Група             | 2000.          | 2010.          |
| Белци             | 13.133 (86,9%) | 11.314 (78,7%) |
| Афроамериканци    | 696 (4,6%)     | 1.033 (7,2%)   |
| Азијати           | 248 (1,6%)     | 425 (3,0%)     |
| Хиспаноамериканци | 679 (4,5%)     | 1.175 (8,2%)   |
| Укупно            | 15.114         | 14.370         |